# Revision Control System
RCS (від англ. Revision Control System) — одна з перших реалізацій системи керування версіями. Для кожного файлу, зареєстрованого в системі, вона зберігає повну історію змін. Для ефективного використання дискового простору, при зберіганні текстових файлів використовується алгоритм дельта-компресії, коли зберігається тільки перша версія і всі міжверсійні зміни. Система дозволяє також зберігати версії бінарних файлів, але без використання цього механізму, тобто кожна версія бінарного файлу зберігається повністю.
Система RCS не має засобів для колективної роботи над набором файлів — ці засоби з'явилися в системі-спадкоємниці — CVS, що використовує формати і алгоритми RCS для обліку версій, але має також інтерфейси для колективної роботи.
Відсутність колективної роботи на практиці виглядає так, що зміни може вносити тільки той користувач який заблокував файл, всі інші мають очікувати доки зміни не будуть збережені, або файл не буде розблоковано.